# 외옹치항
외옹치항은 강원도 속초시 대포동에 있는 어항이다.
대포항 북쪽에 위치하며, 외딴 시골 바닷가처럼 느껴지는 작은 항구로  외옹치 마을로 이어지는 도로가 개설되어 대포항 지역을 통하지 않고도 7번국도 농공단지 앞 사거리에서 바로 진입을 할 수 있으며, 외옹치 지역은 속초시의 팔경 중의 하나이다.